# Nordlige Keltma
Nordlige Keltma (russisk: Се́верная Ке́льтма, tr. Severnaja Keltma; komi: Войвыв Кöтъем, tr. Vojvyv Kötem) er en flod i Republikken Komi i Rusland og biflod til Vytjegda fra venstre. Den har en længde på 155 km og et afvandingsområde på 7.960 km². Den fryser til i begyndelsen af november og er isbelagt til begyndelsen af maj. 
De største bifloder er Okos, Vol, Votsj og Prub fra venstre og El fra højre. 
Nordlige Keltma har udspringer nær grænsen til Perm kraj i det sydøstlige Komi. Den løber mod nordvest- og vest. Langs bredderne er omfattende moseområder. Tidligere blev floden anvendt til tømmerflådning. 
Sydlige Keltma starter nær Nordlige Keltma, men løber mod syd og udmunder i Kama. Mellem 1785 og 1822 blev der bygget en 19 km lang kanal mellem de to floder, som forbandt Vytjegda med Kama og Volga. Nordlige Ekaterininskij Kanal (opkaldt efter Katharina den Store) var i drift i 16 år før den blev nedlagt i 1836.